# Alain Bertrand (peintre)
Pour les articles homonymes, voir Alain Bertrand et Bertrand.
Alain Bertrand, né à Vert (Seine-et-Oise) le 7 juin 1946, est un peintre français.

## Biographie

### Une enfance bercée par les US
Fils de Micheline et André Bertrand, il est l’ainé d’une famille de 2 enfants. Très tôt, il montre une grande  aptitude  pour le dessin. Il s’amuse à copier les couvertures du journal de Mickey et du journal de Tintin dès son plus jeune âge. Refusant la discipline, il a une scolarité marquée par de nombreux changements d’écoles, il finit par être placé dans un internat à  Évreux, qui se trouve à proximité d’une base militaire américaine, avec des Cadillac, des Chevrolet, des Oldsmobile… C’est là qu’il va découvrir cet univers US, avec ses voitures et son rock 'n' roll, dont il ne se détachera plus.

### Premier metier: l'automobile
Après l’armée, ou il passe un tiers du temps en prison militaire pour non-respect de l’autorité, il rentre chez Renault à Flins comme dessinateur industriel. Parallèlement à son travail, il commence à vendre des planches de BD  à Tintin, Lucky Luke magazine, et Pilote, essentiellement  sur l’histoire du rock. Dans le même temps il crée avec Pascal Garnier et Guy Maestracci un fanzine trimestriel : Gellule. C’est au cours d’un premier voyage aux US en 1976 qu’il découvre l’univers des  Trucks qui l’inspira.

### Un publicitaire à succès
À son retour en France, ses illustrations de camions sous le bras, il rencontre Alain Marouani, directeur artistique aux éditions musicales Barclay, qui lui confiera la réalisation de cover- albums pour Eddy Mitchell, rhythm and blues, etc. Il collabore aussi avec Phonogram, Pathé Marconi, EMI et Sony Music. Il produit des illustrations pour Léo Ferré, Boris Vian, Rock Line, Santana, Earth Wind and Fire et Michel Polnareff. Simultanément, il réalise des couvertures de magazines pour le Point, le Nouvel Observateur, l’Express, l’Expansion, l’Auto Journal et l’Automobile Magazine. Il illustre également des articles rédactionnels dans Playboy, Best, et Rock and Folk.
C’est encore Alain Marouani qui lui présentera Patrice Larue avec qui il créera le studio Bahamas. Christian Larue, le frère de Patrice, fait aussi partie de l’aventure qui, en plus d’être une réussite professionnelle, deviendra une amitié qui perdure encore aujourd’hui. C’était alors le meilleur studio d’illustrations du moment. Leur rapidité, la nouveauté de leur style et leur compréhension des besoins des clients font qu’ils sont contactés par les plus grandes agences de publicité telles  Euro RSCG, BBDO, DDB, Mac Cann Erickson, Publicis. Avec elles, ils travaillent sur des campagnes pour Darty, Renault, Peugeot, Twix, Pirelli. Bientôt leur réputation dépasse les frontières et ils travaillent en Suisse, Allemagne, Espagne, mais également pour la Young et Rubicam à New York pour des campagnes comme  New York Telephone, Jeep, Atari et bien d’autres.
Ils réalisent des affiches de cinéma comme Coup de cœur de Francis Ford Coppola ; Y a-t-il un français dans la salle ? de Jean-Pierre Mocky et Mummy dearest avec Faye Dunaway. Cette affiche sera classée dans les meilleures affiches d’après-guerre par Art Mordern Movie Poster. Ils créent également des affiches de toutes sortes, notamment pour le football, dont une pour l’Euro 84.
En vingt ans le studio réalise près de 2000 campagnes et est maintes fois cité dans le magazine Stratégie. Il est récompensé par des Markers d’argent Mecanorma.

### Une reconversion réussie
Petit à petit Alain prend ses distances avec l’univers de la publicité, lassé de tous ces travaux de commande. Il préfère la peinture où il peut visiter ses sujets de prédilection que sont les États-Unis des fifties et la musique des seventies. Sa première exposition à la galerie Sibony, Place des Vosges à Paris est un succès. D’autres suivront avec des sujets sur Cuba en sépia et des tableaux en noir et blanc sur les États-Unis. Puis, il est contacté par la Catto Gallery  à Londres et la galerie Pieters à Knock le Zout en Belgique. Ses œuvres Sequiros de la victoria et Université de la Havane feront sensation.
Il expose aussi à Flushing Meadows dans le VIP room donnant sur le central durant le Tournoi de tennis, puis à Miami, Singapour, New York et à Chicago.
En 2011 et 2012, en plus de ses galeries fidèles, il a exposé à Faro au Portugal, ou il a réalisé une édition spéciale pour le lancement de la Galerie Art Catto au Portugal. Ses toiles ont également été exposées à Malmö en Suède et Honfleur.
Par la suite, ses sujets évoluent. Il aime de plus en plus peindre des « murals » sur des thèmes tels que les comix, les cartoons, le surf, le rock 'n' roll et le blues. Des rock stars telles que Johnny Hallyday et Jeff Beck et des stars de cinéma  comme Ian McKellen achètent ses tableaux. Il entre dans de grandes collections comme celle de Peter Kneip au Luxembourg, ou ses œuvres côtoient celles de grands maitres comme Andy Warhol [Pit Wagner], [Bruno Wekemans] ou Keith Haring.
Il fait aussi des Art nose sur aluminium, fac- similé de nez de bombardiers  de la Deuxième Guerre mondiale. En 2008, la Catto gallery et les éditions critères publient un livre sur Alain Bertrand nommé Alain Bertrand - American Classic
Alain fait partie d’une association nommée Artist’Auto qui expose chaque année à Rétromobile, Porte de Versailles à Paris.
Hormis la peinture Alain Bertrand est un grand collectionneur de disques vinyles et de voitures américaines.
Il est marié et a deux filles.

## Galerie: quelques œuvres d'Alain Bertrand

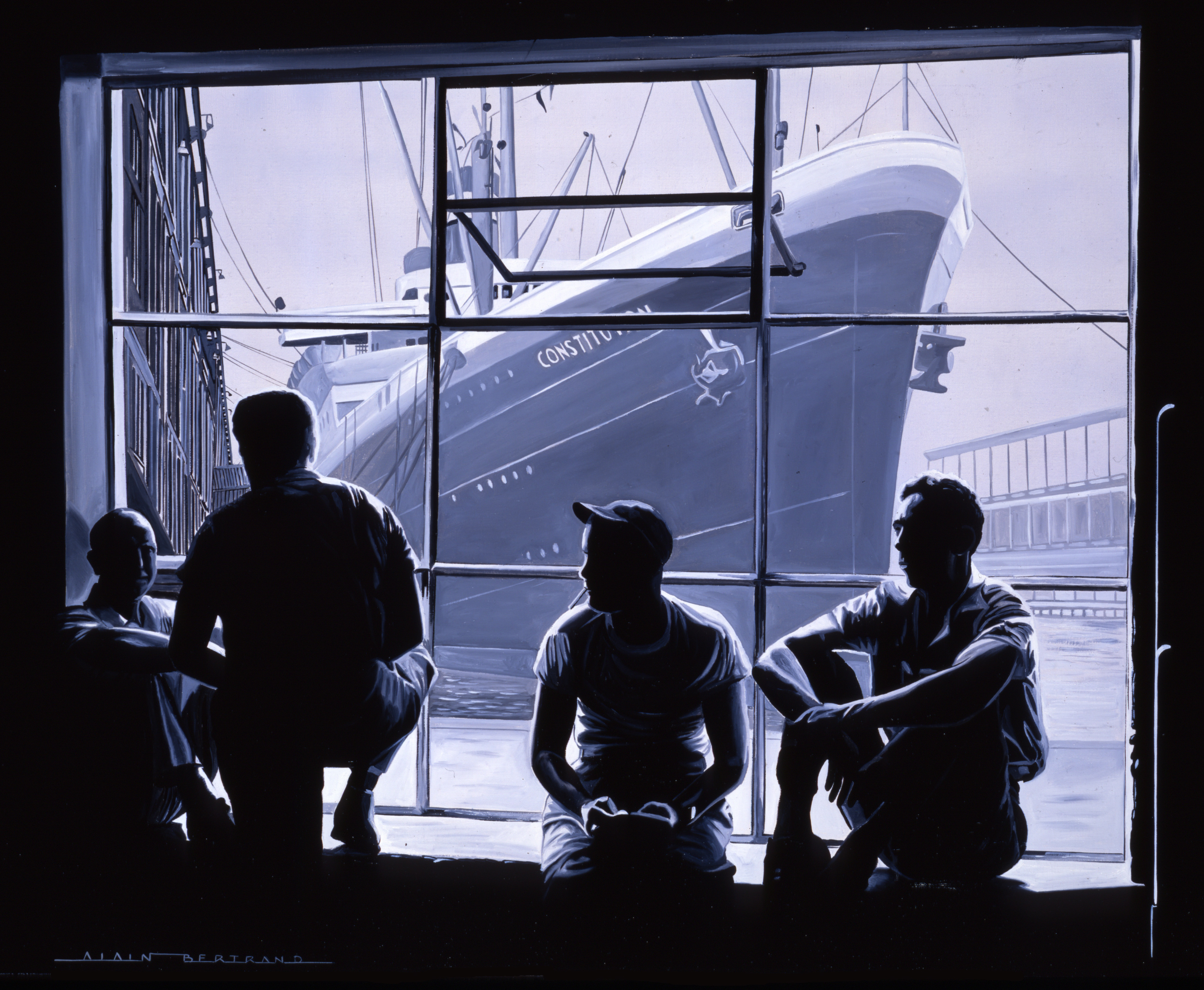
Les Dockers.
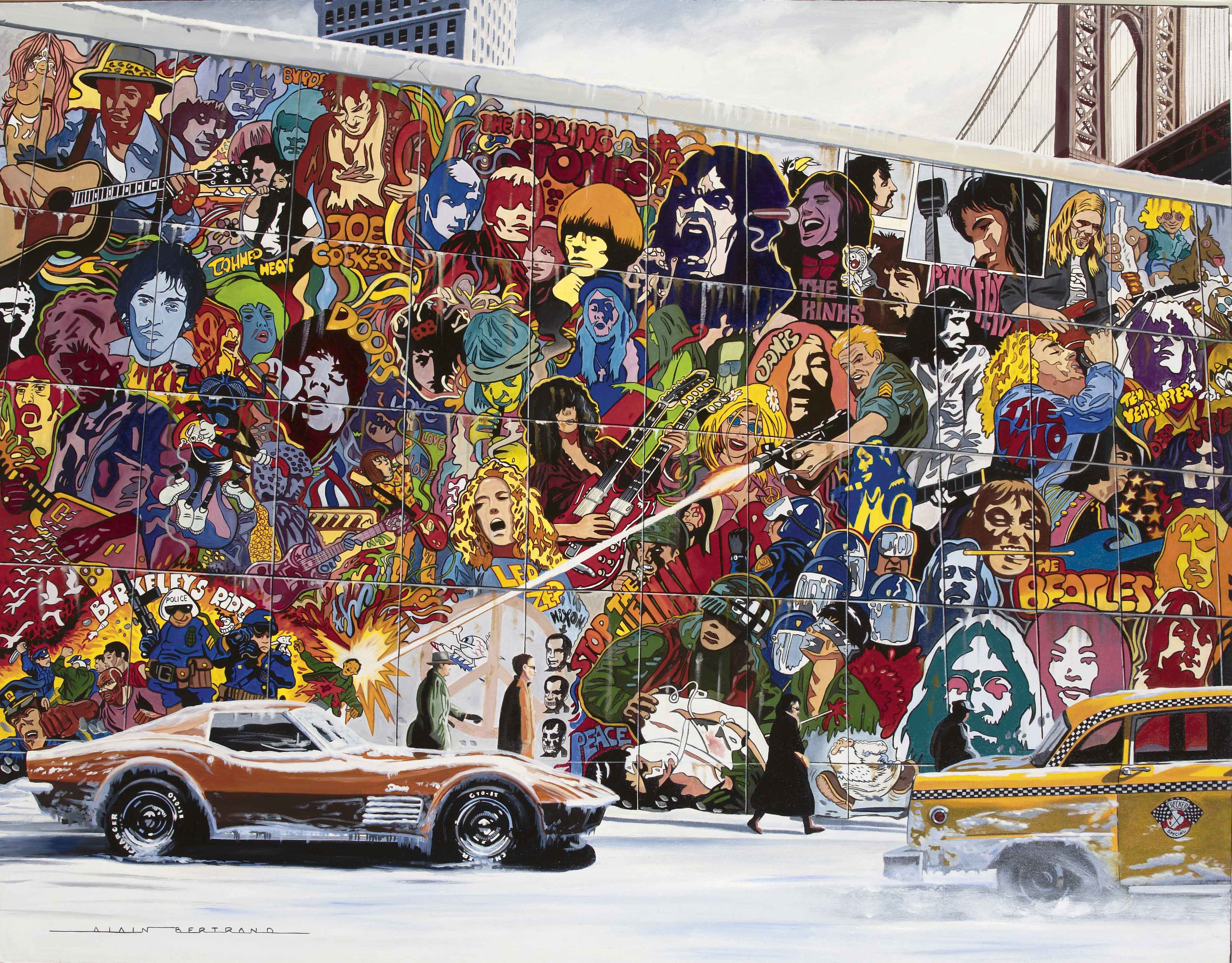
Psychedelic mural.
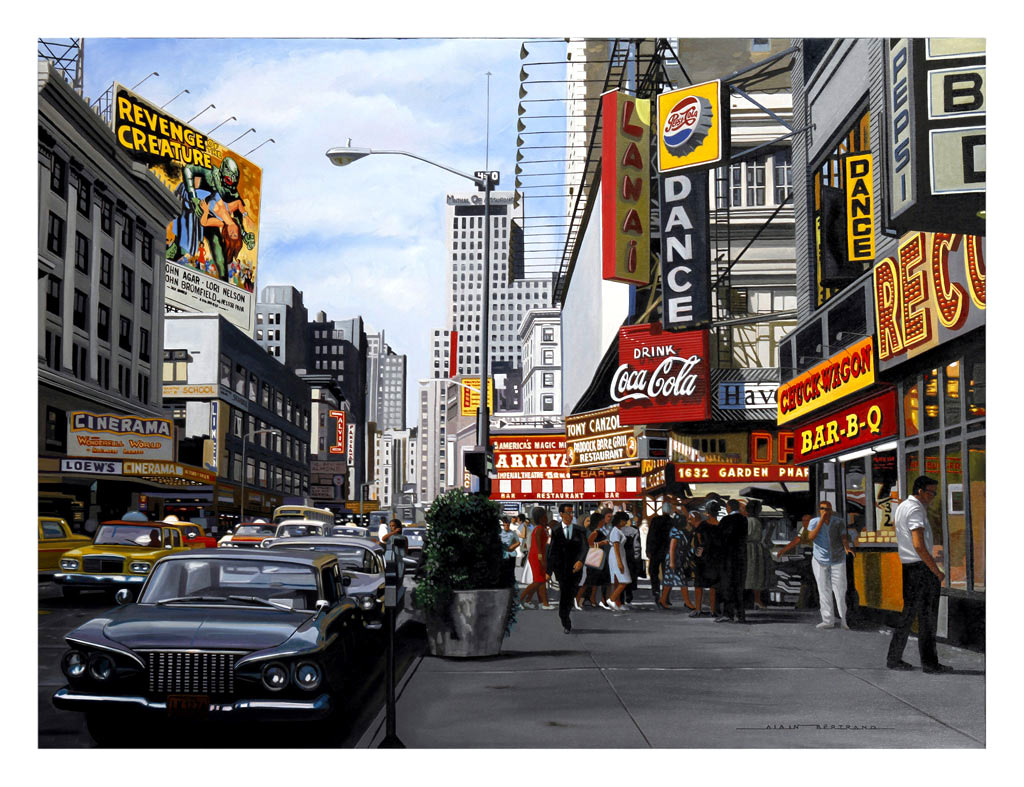
Revenge of the creature.
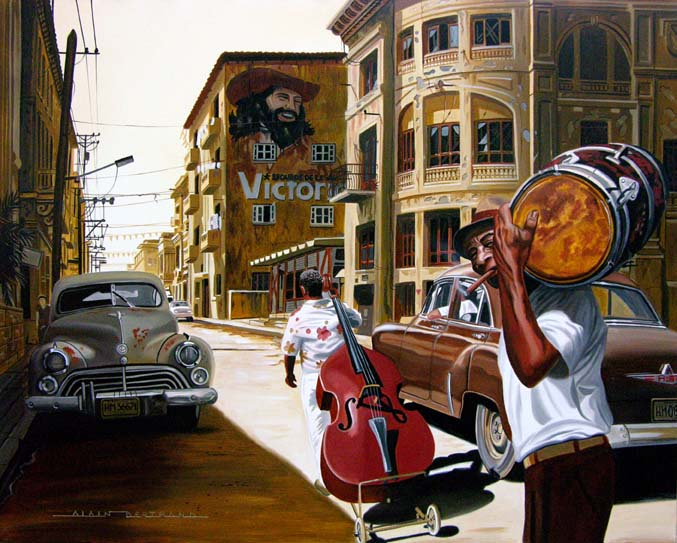
Seguros de la victoria.
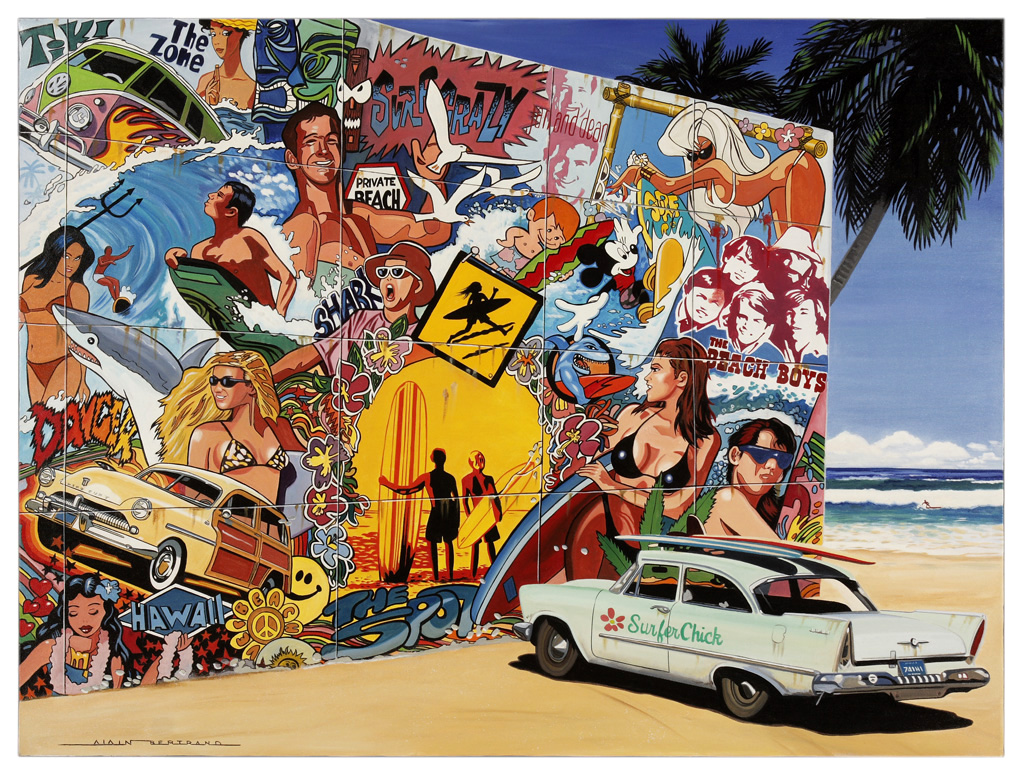
Surf mural.
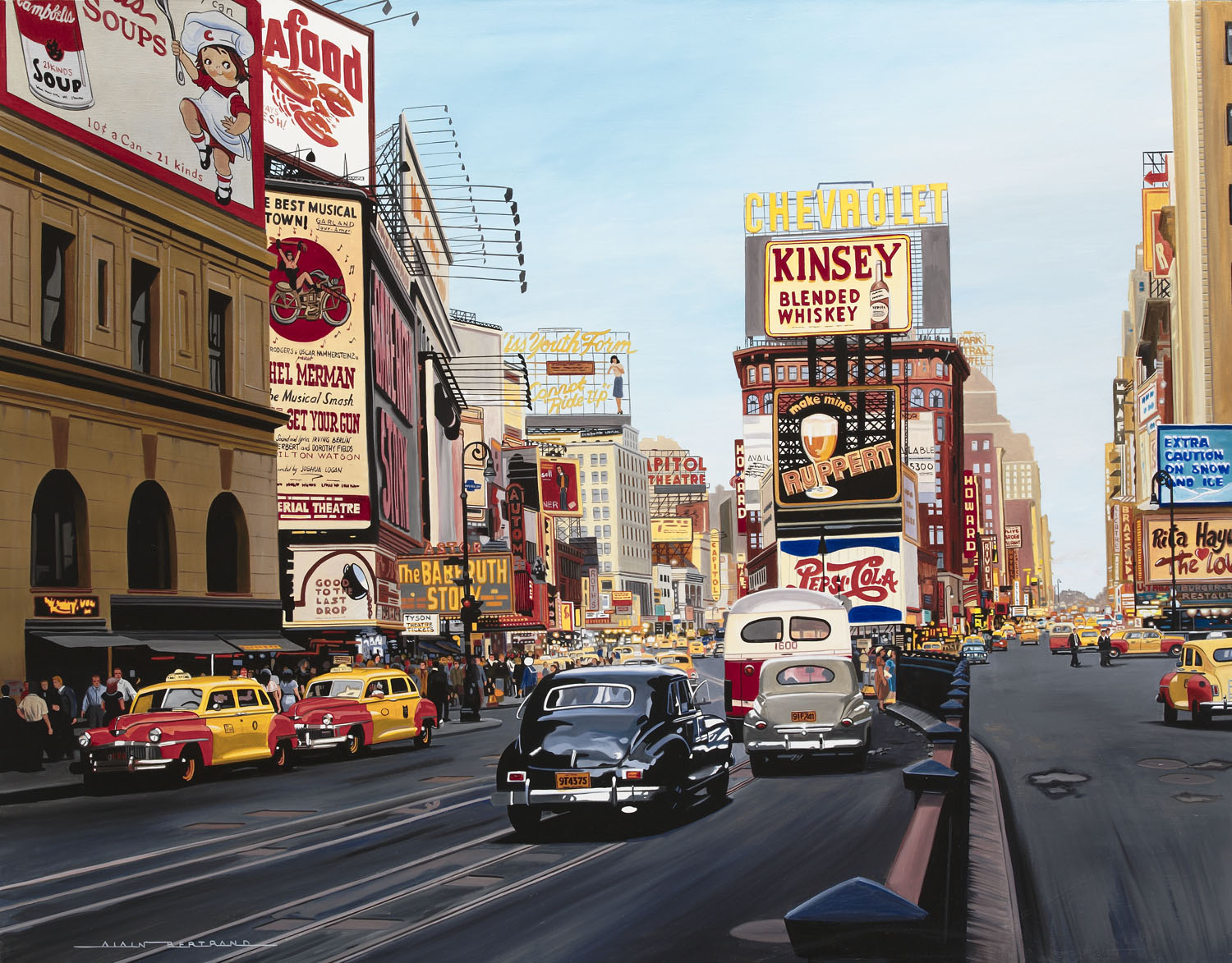
Time Square 1948.
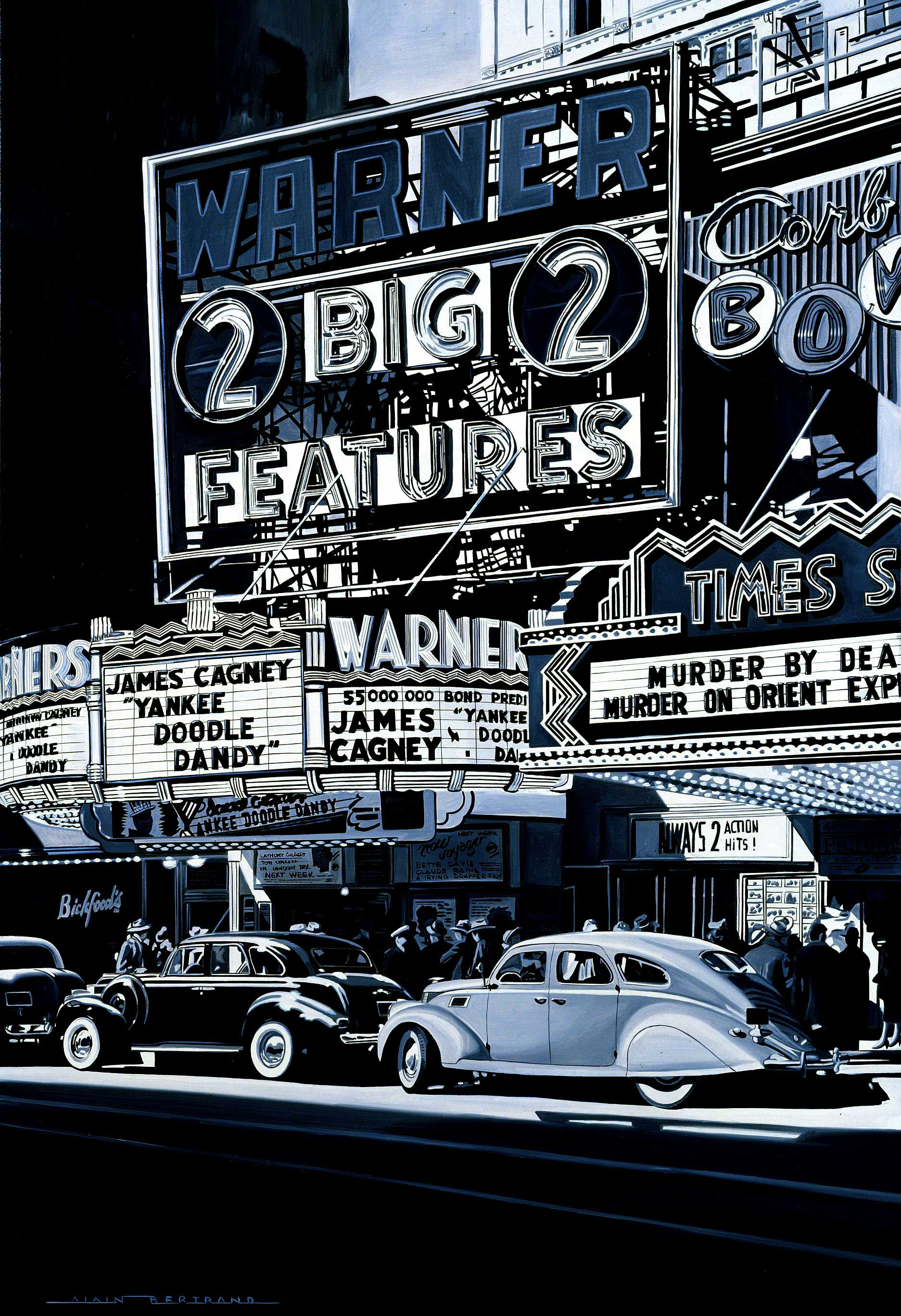
Warner cinéma 130x89cm.

## Expositions

### Personnelles
- 2000-2009 : Galerie Ariel Sibony (Paris - Place des Vosges)
- 2002-2012 : Retromobile (Paris - Porte de Versailles)
- 2003 : VIP room  central de tennis (New York - Flushing Meadows)
- 2004-2012 : Catto gallery (Londres - Hampstead)
- 2008 : Galerie des remparts (Bordeaux)
- 2009,2011 : Galerie Ariel Sibony (Paris - Place des Vosges)
- 2010 : Galerie Sainte Catherine (Honfleur)
- 2010,2011 : Galerie Hoche (Versailles)
- 2011 : Art Catto (Portugal - Faro)
- 2011-2012 : Galerie Michel Miltgen (Luxembourg)
- 2013-2014 : Galerie Neel (Paris - Place des Vosges & Cannes)

### Collectives
- 2005 : Gallery Pieters Knock le Zout (Paris - Place des Vosges), Opera Gallery (Singapour, New York et Miami)
- 2009 : Galerie Sainte Catherine (Honfleur), Happy gallery (Cannes)
- 2010 : Galerie du vieux St Paul (Saint-Paul-de-Vence), Galerie Bartoux (Megève)
- 2012 : Galerie Art et Emotions (Lausanne), Galerie Montmartre (Paris), Galerie De Médicis (Paris - Place des Vosges), Gallery Minerva Malmo (Suède)